# 西笑承兌

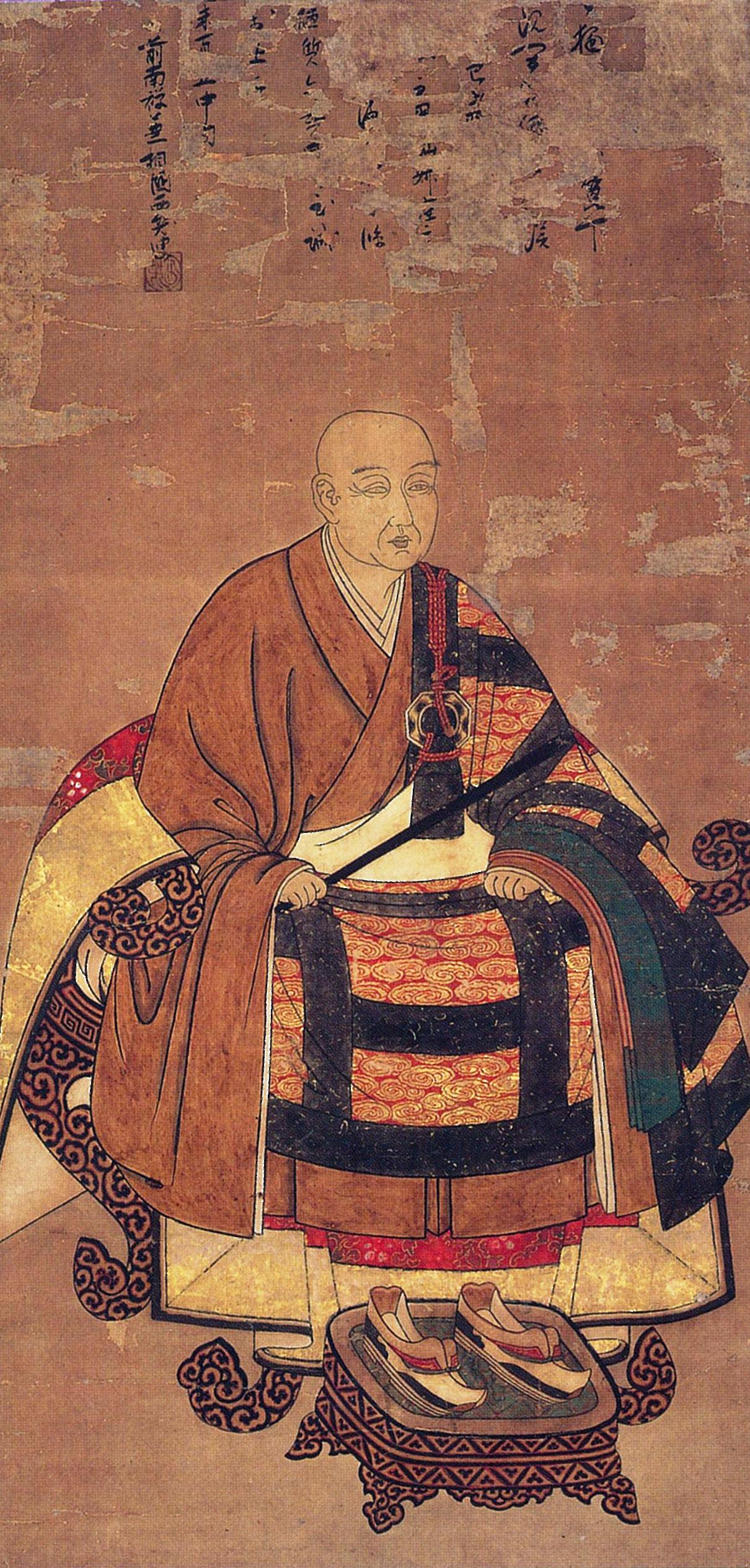
西笑承兌画像（大阪城天守閣蔵）

西笑 承兌（さいしょう〈せいしょう〉 じょうたい、天文17年〈1548年〉 - 慶長12年12月27日〈1608年2月13日〉）は、戦国時代から江戸時代初期にかけての臨済宗の僧。相国寺承兌、兌長老とも呼ばれる。号は月甫、南陽。
山城国伏見（京都市伏見区）の人。豊臣政権の顧問的役割を務め、諸法度や外交文書の起草、学問奨励策や寺社行政の立案や、寺社訴訟の取り扱い、法要などの仏事の運営に重要な役割を果たした。

## 生涯
天文17年（1548年）に生まれる。幼い時に出家し、夢窓派中華承舜に拝塔嗣法した。また一山派の仁如集堯に学んで詩文の知識を身に着けた。
天正12年（1584年）には相国寺92世住持に出世した。相国寺は五山第二位という格を誇り、塔頭鹿苑院の主は日本の禅寺・禅僧を統括する僧録の地位を占める有力寺院であった。しかし天文20年（1551年）に戦火で焼け、織田信長に鹿苑院の敷地を没収されるなど苦境が続いていた。しかし天正13年（1585年）には鹿苑院の地が相国寺に返還され、承兌は院主として第50代鹿苑僧録となった。また52代鹿苑僧録も務めている。
学識に優れた承兌は豊臣秀吉の側近となり、ポルトガル領ゴア総督やスペイン領ルソン総督への外交文書を執筆するなど、外交分野でも活躍した。文禄・慶長の役においては名護屋城に赴いた秀吉の側近くで仕えた。文禄の役後の講和交渉では、秀吉の前で明使からの冊封状を読み上げた。この際講和交渉にあたっていた小西行長から、穏当に読み替えて読むように依頼されていたが、承兌はそのまま読んだために、秀吉は激怒したとされる。秀吉没後には朝鮮との講和交渉や、朱印船貿易などに関与している。
慶長5年（1600年）には、徳川家康の命を受けて上杉景勝の家老直江兼続との交渉に当たった。この時、承兌への返書として兼続から送られたとされるものが、後世にいう直江状である。関ヶ原の戦い後の慶長6年（1601年）には家康から寺社訴訟の取り扱いを命じられ、三要元佶とともにこれにあたった。この承兌の役割は当時の興福寺の僧から「日本寺奉行」と称されている。また度々指導を行っていた南禅寺の以心崇伝を家康に推薦し、重用されるきっかけを作っている。
承兌の権勢によって、相国寺の復興も大きく進んだ。慶長3年（1598年）には承兌を開山とする塔頭豊光寺が創建され、その後豊臣秀頼から1万5千石の米を寄進され、慶長10年（1605年）に法堂の落慶供養が行われた。また家康も2万石の米を寄進し、三門（山門）が造営された。このため承兌は相国寺中興の祖と呼ばれる。一方で『当代記』では承兌が鹿苑寺など数寺を横領し、金銀を多く蓄え、成人した子供がいるという悪評を記している。
慶長12年12月27日（1608年2月13日）に死去した。
伏見城下の指月に屋敷を構えたため、この地は泰長老（現在の京都市伏見区桃山町泰長老）と呼ばれる。

## 文化における事績
著書に『異国来翰認』がある。また秀吉が造った伏見の茶屋には「学問所の記」という文を残している。
家康の文化事業である出版事業（伏見版）に関与し、『貞観政要』・『周易』・『吾妻鏡』を刊行した。特に『周易』（1605年）の出版に関与したことで、近世易学の隆盛の祖ともされている。

## 登場作品
- 軍師官兵衛（2014年、NHK大河ドラマ、演：江藤漢斉）
- どうする家康（2023年、NHK大河ドラマ、演：でんでん）